# Альт-Фиккель (мыза)
Альт-Фи́ккель, также за́мок Фи́ккель (нем. Schloß Fickel), Ви́гала (эст. Vigala mõis) и Ва́на-Ви́гала (эст. Vana-Vigala mõis)  — рыцарская мыза (имение) в волости Мярьямаа уезда Рапламаа в Эстонии. Основана в XIV веке. Согласно историческому административному делению относилась к приходу Вигала. В годы Российской империи находилась на территории Эстляндской губернии и относилась к приходу Фикель. В течение всего времени своего существования принадлежала дворянскому роду Икскюлей.

## История мызы
Мыза Вана-Вигала является одной из старейших мыз в Эстонии. С 14-го столетия и до перехода в собственность государства в ходе земельной реформы 1919 года она принадлежала семейству Икскюлей — одному из самых  могущественных вассальных семейств Старой Ливонии. 

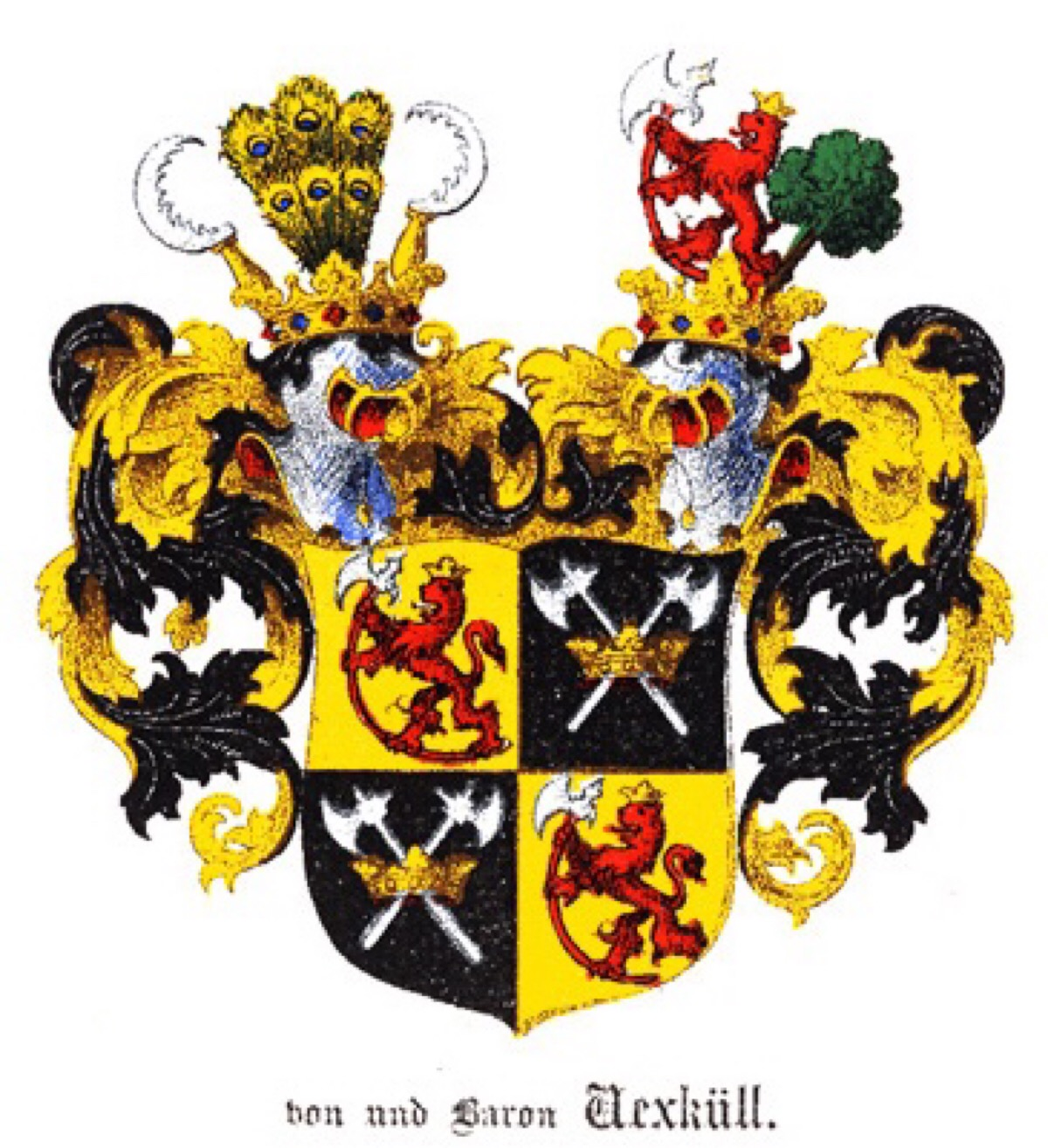
Герб фон Икскюлей

Первые сведения о поселении на месте мызы относятся к 1426 году. Тогда оно называлось Сикенкос (Sikenkos). В письменных источниках 1453 года упоминается также такое название мызы, как Виккель (Vickell), 1732 года — Ванна виггала (Wanna wiggala), 1798 года — Вана-Виггола (Waña-Wiggola).
Изначально центр мызы находился в нескольких километрах к западу от настоящего в деревне Киви-Вигала, недалеко от церкви (сохранились развалины вассального городища). В нынешнем месте располагается с 17-го столетия.
Центр мызы находится в красивом месте на правом берегу реки Вигала, которое стали называть Вана-Вигала, на немецком языке также Альт-Фиккель (Alt-Fickel) и Шлocc-Фиккель (Schloß Fickel).
На военно-топографических картах Российской империи (1846–1863 годы), в состав которой входила Эстляндская губерния, мыза обозначена как Альт Фиккель.
В 1772 году собственник мызы Готтхард Вильгельм фон Икскюль (Gotthard Wilhelm von Uexküll) начал строительство нового двухэтажного господского дома в стиле барокко. Однако скоро в стенах здания появились трещины, которые быстро расширялись, и дом был разрушен оползнем в течение двух дней. А. В. Хупель описал это событие в 1774 году в своей работе «Topographische Nachrichten von Lief- und Ehstland I».
Дом стали строить заново, и в 1775 году его возвели под крышу. По стилю строительства напоминает здание мызы Каббал (Кабала) в Ярвамаа, принадлежавшее брату собственника мызы Вана-Вигала Хенсу Георгу фон Икскюлю (построено в 1774 году).
В 1858 году господское здание было отремонтировано, в 1864 году немного изменён фасад. В 1905 году в результате крестьянского восстания здание было сожжено, после чего восстановлено в практически первозданном виде.

## Главное здание

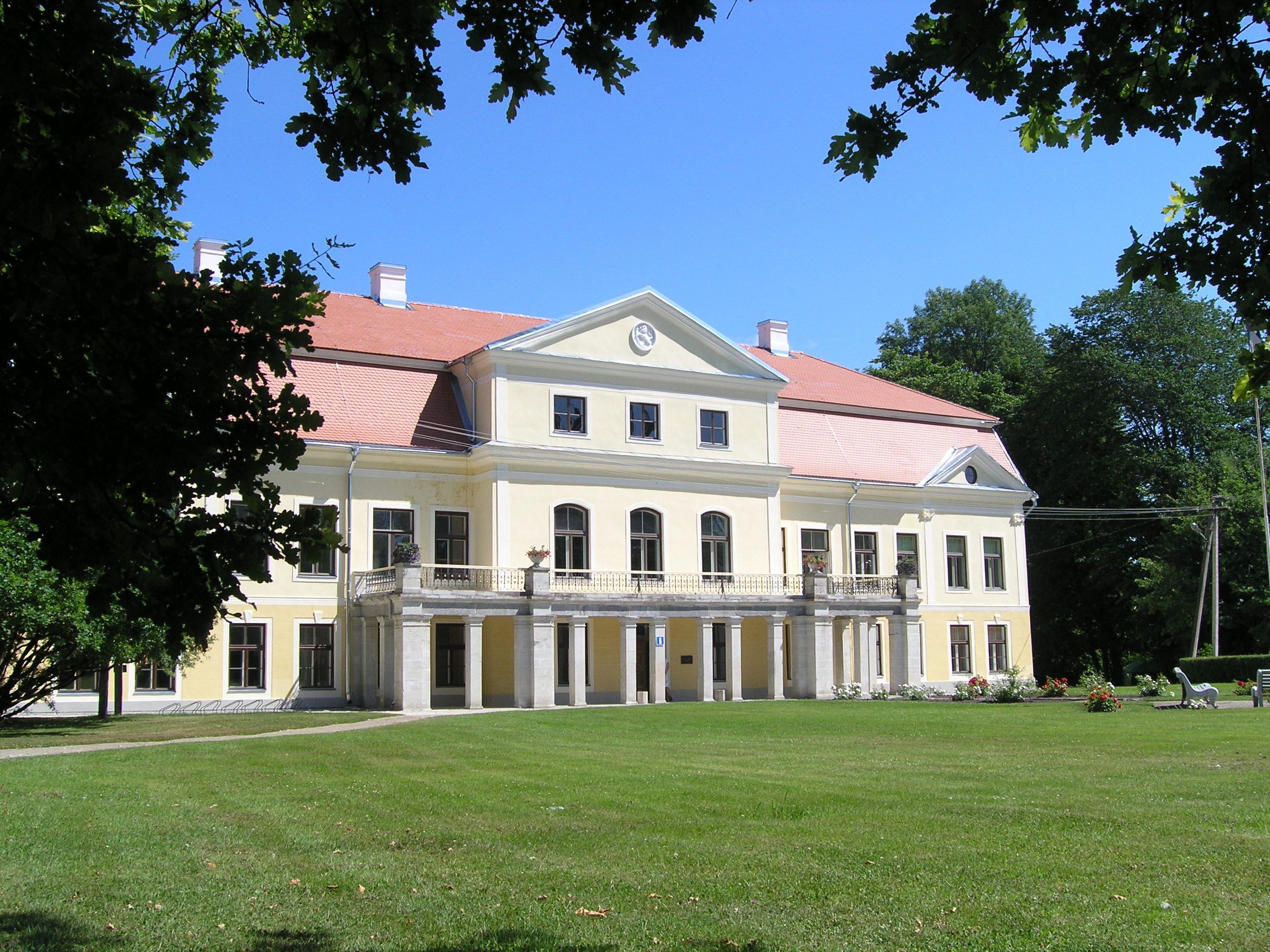
Главное здание мызы Альт-Фиккель
(Вана-Вигала)

Главное здание (господский особняк) представляет собой характерный для 18-го столетия тип здания: двухэтажное, c вальмовой крышей, к которой примыкает треугольный фронтон с ризалитом по центру (герб владельцев в тимпане) и ризалитами по бокам. Перед главным входом  на каменных колоннах стоит широкий балкон, на фасаде расположены пилястры с композитными капителями. Цокольный этаж сводчатый, свод широкого центрального вестибюля поддерживается  двумя массивными каменными пилонами. На стене вестибюля установлены два античных мраморных барельефа, привезённые с раскопок Помпеи и являющиеся старейшими в своём роде в Эстонии (по некоторым оценкам их возраст составляет 2500 лет). На рельефах изображены сцены прощания с умершими членами семьи. В Вигала их привёз Борис фон Икскюль, в 1827 году совершивший длительную поездку за границу, во время которой он также посетил раскопки Помпеи.
Парадный зал и другие анфиладные представительские помещения расположены на втором этаже. Перед главным зданием находится просторный газон, окружённый круговой дорожкой.
После земельной реформы 1919 года в главном здании отчуждённой мызы долгое время работала сельскохозяйственная школа; после её переезда в новые здания в 1970-х годах здесь размещается Вана-Вигалаская основная школа.
Когда осенью 1934 года были завершены дноуглубительные работы на реке Конувере, уровень воды у моста Вана-Вигала упал на 2 метра, и оползни разрушили дом для прислуги, кормокухню, хлев и жилой дом ветеринара.

## Парк
Мызный парк расположен на берегу реки Казари; в нём произрастает около 100 видов деревьев и кустарников, самые редкие из которых — маньчжурская аралия, аянская ель, далекарлийская берёза и др. Известны имена двух садовников, участвовавших в создании парка. В 1745 году собственник мызы Вана-Вигала заключил договор о проектировании парка с садовником бывшей мызы Адила (ныне разрушена) Кристианом Андерсом (Christian Anders). Парк в английском стиле был разбит  в 1795—1832 годах. В 1791 году на южном берегу реки Вигала началось создание так называемого Оленьего парка, которое завершилось под руководством садовника Х. Линтрупа (H. Lintrup) в 1832 году. Парк был расширен в 1835—1870 годах и дополнен экзотическими растениями, привезёнными из экспедиций А. Миддендорффом, входившим в круг друзей семьи; в нём произрастает более  60 видов деревьев и кустарников. Большой парк, окружающий господское здание, сохранил свою историческую структуру и видовое разнообразие.
Из сердца мызы идут четыре аллеи: на север —  в направлении Теэнузе, на юг — в направлении Киви-Вигала, на восток — в направлении Мярьямаа и Паэкюла и на запад — в направлении скотоводческой мызы Лизеттенгоф. Большинство из них — аллеи из величественных сибирских лиственниц.
В 1773 году российская императрица Екатерина II запретила захоронения в церквях. После этого некоторые мызники основали на своих мызах семейные кладбища. Это сделали Икскюли в Вана-Вигала, Руктешели в Ядивере, Розентали и Майдели в Велизе. Ренненкампфы с мыз Кош и Конофер и Вольские с мызы Фелькс, однако, использовали общие церковные кладбища. В начале 19-го столетия в парке мызы Вана-Вигала было создано семейное кладбище с часовней в классическом стиле и кованными воротами.
В 1867 году на северной границе парка, у ворот в начале проезжей дороги, было установлено два гранитных столба-обелиска. Такие же ворота находились в начале расположенной в километре от центра мызы длинной аллеи.

## Мызный комплекс
Наряду с господским домом мызы сохранилось несколько вспомогательных зданий (частично перестроены). В Государственный регистр памятников культуры Эстонии внесены:
- главное здание, при инспектировании 28.03.2022 его состояние было признано удовлетворительным[11];
- парковый ансамбль, состоящий из двух отдельно расположенных частей: мызный парк размером в 17,2 гектара и Олений парк на площади около 72 гектаров[9]; в западной части Оленьего парка на берегу пруда находится своеобразная памятная колонна, состоящая из 13 поставленных друг на друга мельничных жернова[5]. В 1987 году в парке была построена певческая площадка со сценой. В начале 2000-х годов в парке была создана учебная природная тропа[12];
- аллеи, типичный пример ландшафтных мызных ориентиров (находятся в плохом состоянии)[13];
- гранитные столбы ворот мызы[14];
- амбар, длина около 70 метров, обновлён в 1864 году на основе планов берлинского архитектора Видеманна (Wiedemann)[15];
- водочная фабрика, построена в середине 19-го столетия изначально как амбар-сушилка[16];
- дом управляющего — одноэтажный каменный дом, предположительно построен в 19-м столетии; в ходе революции 1905 года был сожжён, затем восстановлен и использовался как жилой дом работников мызы (находится на реставрации)[17];
- погреб, построен предположительно в 19-м столетии[18];
- ограда мызного кладбища вместе с декоративными воротами в представительском классическом стиле, построенная в 1856 году[19];
- часовня — своеобразное строение, инспирированное стилем Тюдоров[20];
- Стена голода — мызная ограда высотой около 2 метров, толщиной около 0,8 метра и длиной около 200 метров, выполненная из плитняка, закреплённого строительным раствором. Построена крестьянами Вигала в 1867 году в качестве платы за то, что после засушливого лета они получили на мызе продовольственное зерно[5][21];
- кладбище — типичный образец семейного кладбища балтийско-немецкого времени, где сохранились исторические захоронения, часовня, могильные обозначения и ограда с воротами[10].

## Галерея

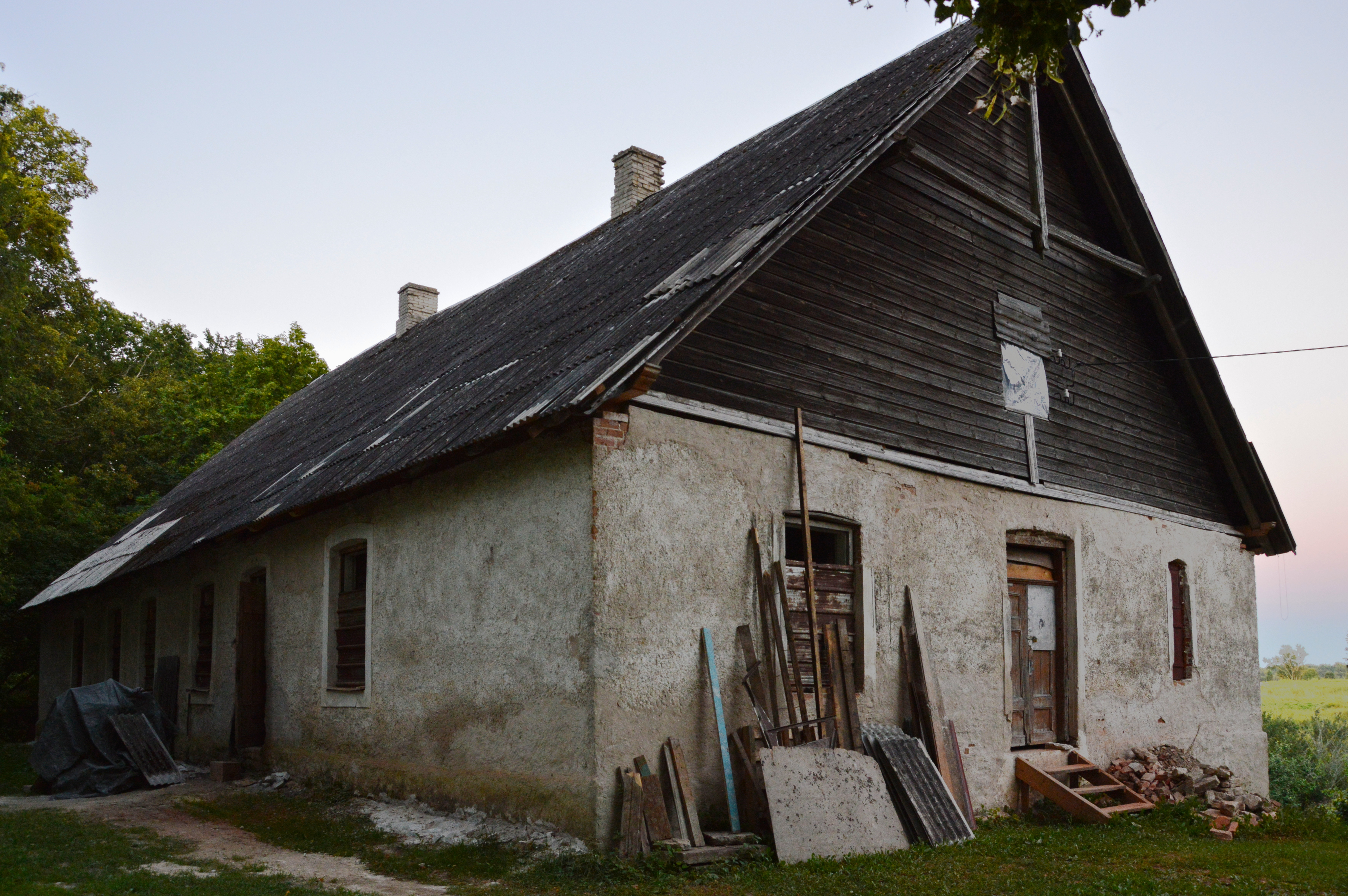
Дом управляющего
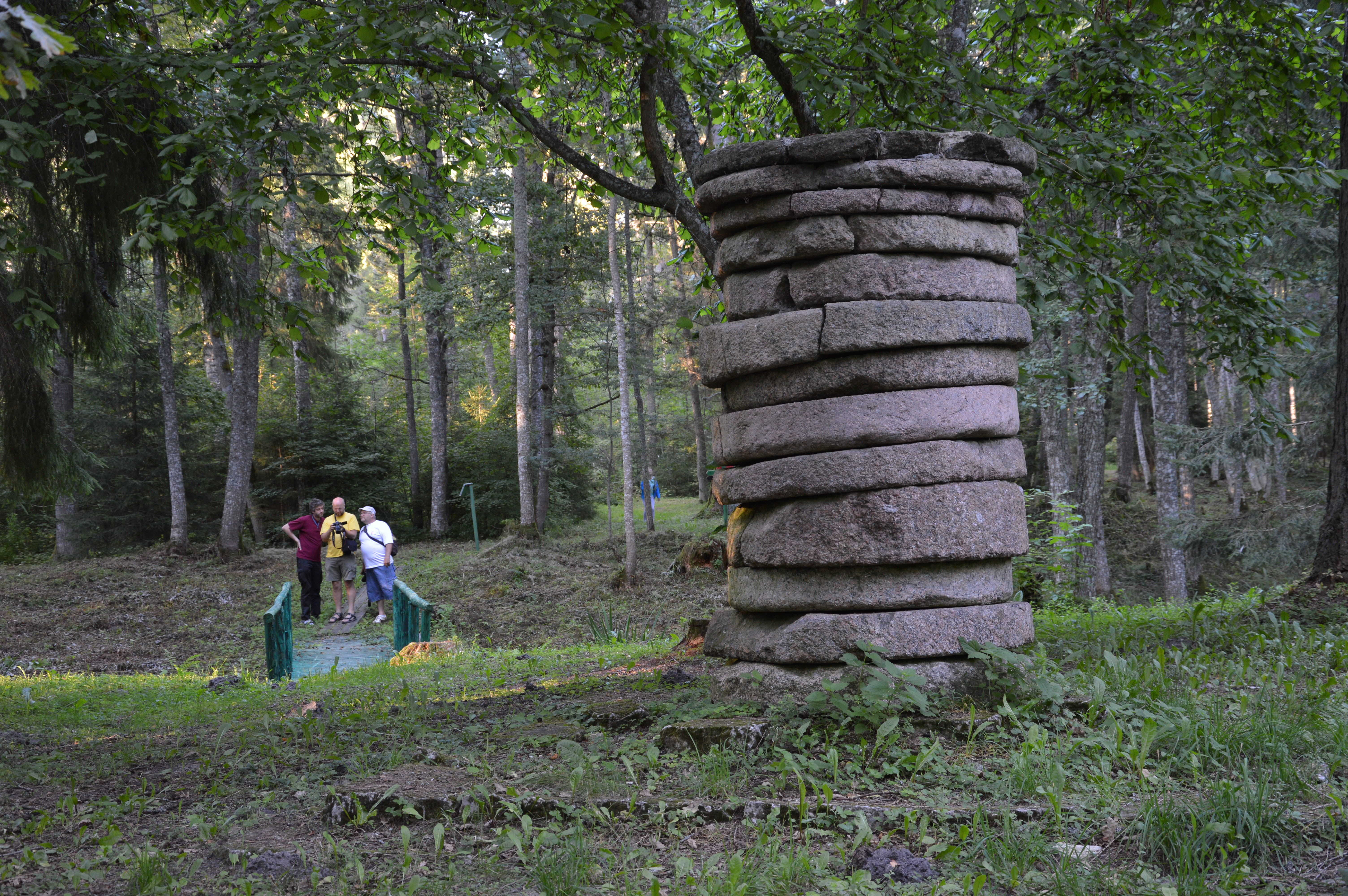
Олений парк
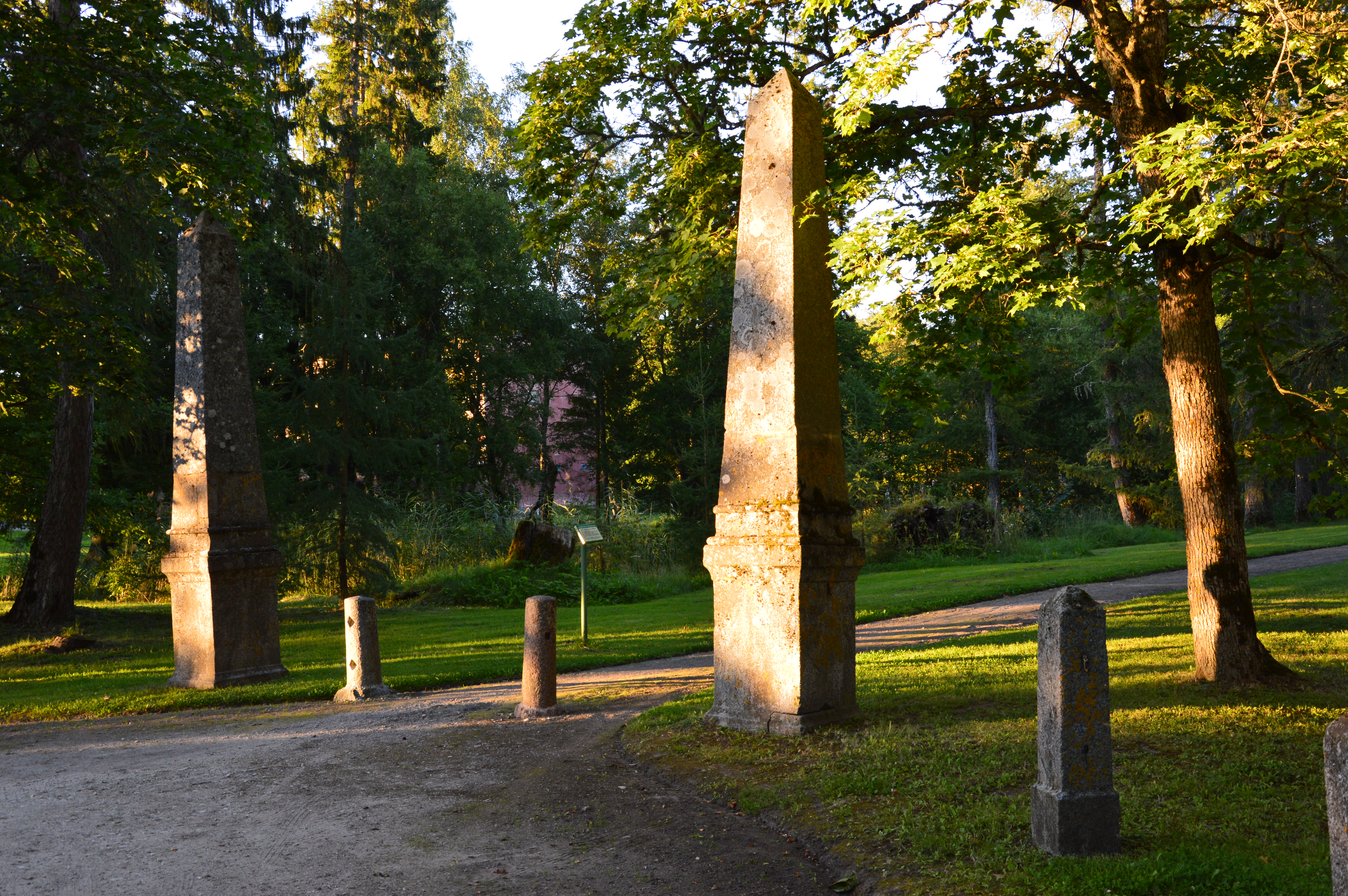
Гранитные столбы парка мызы
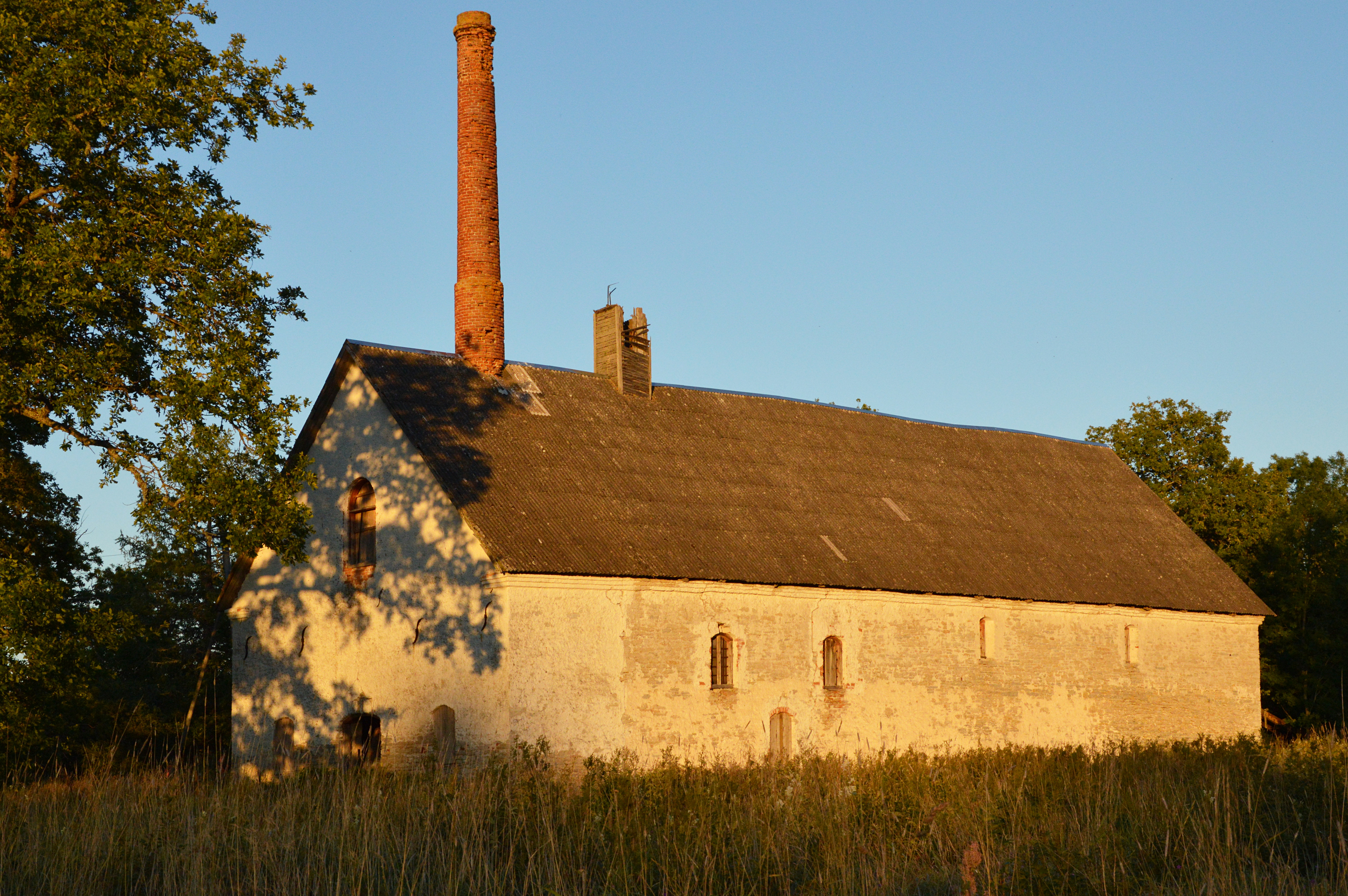
Водочная фабрика
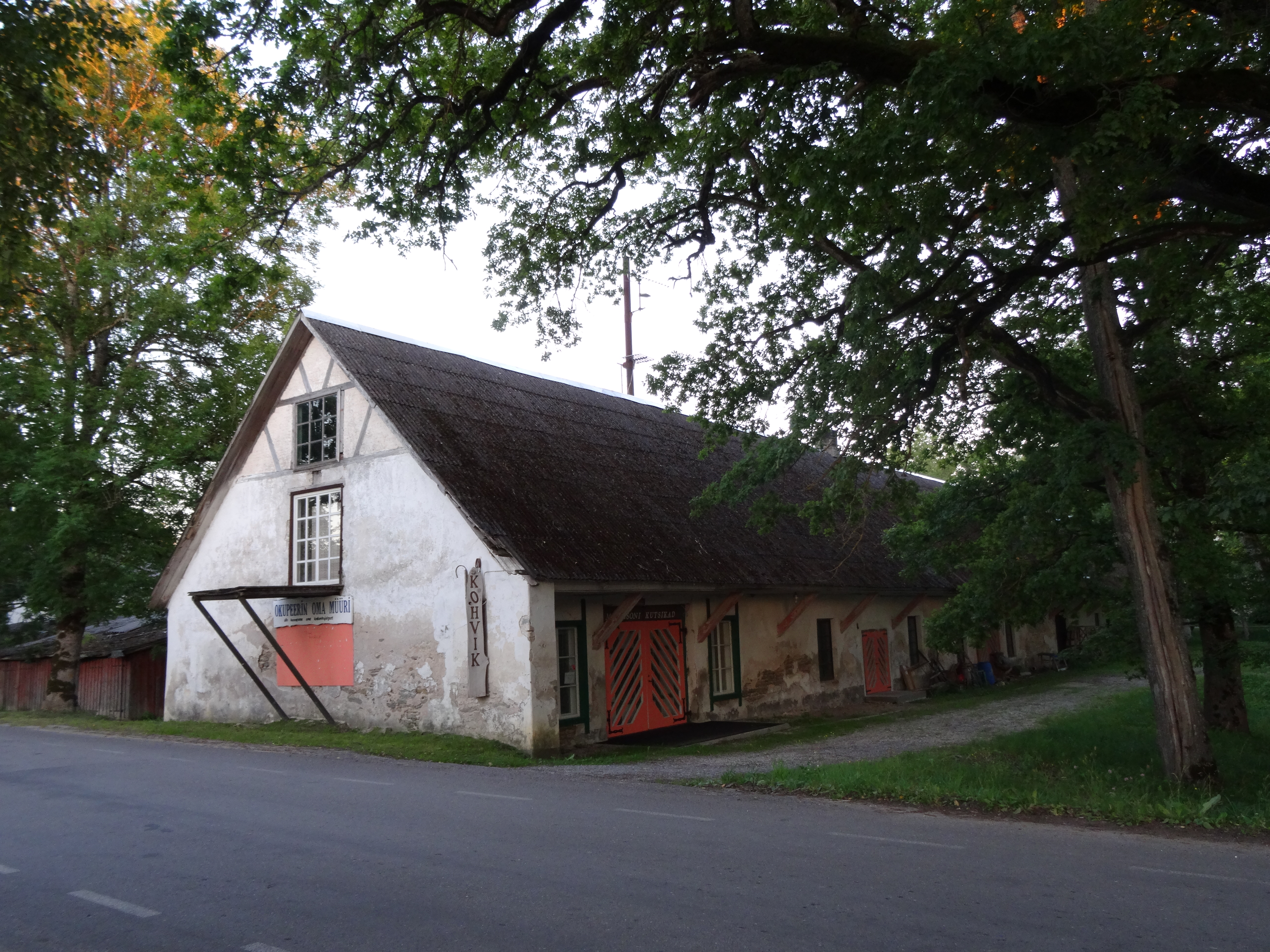
Амбар
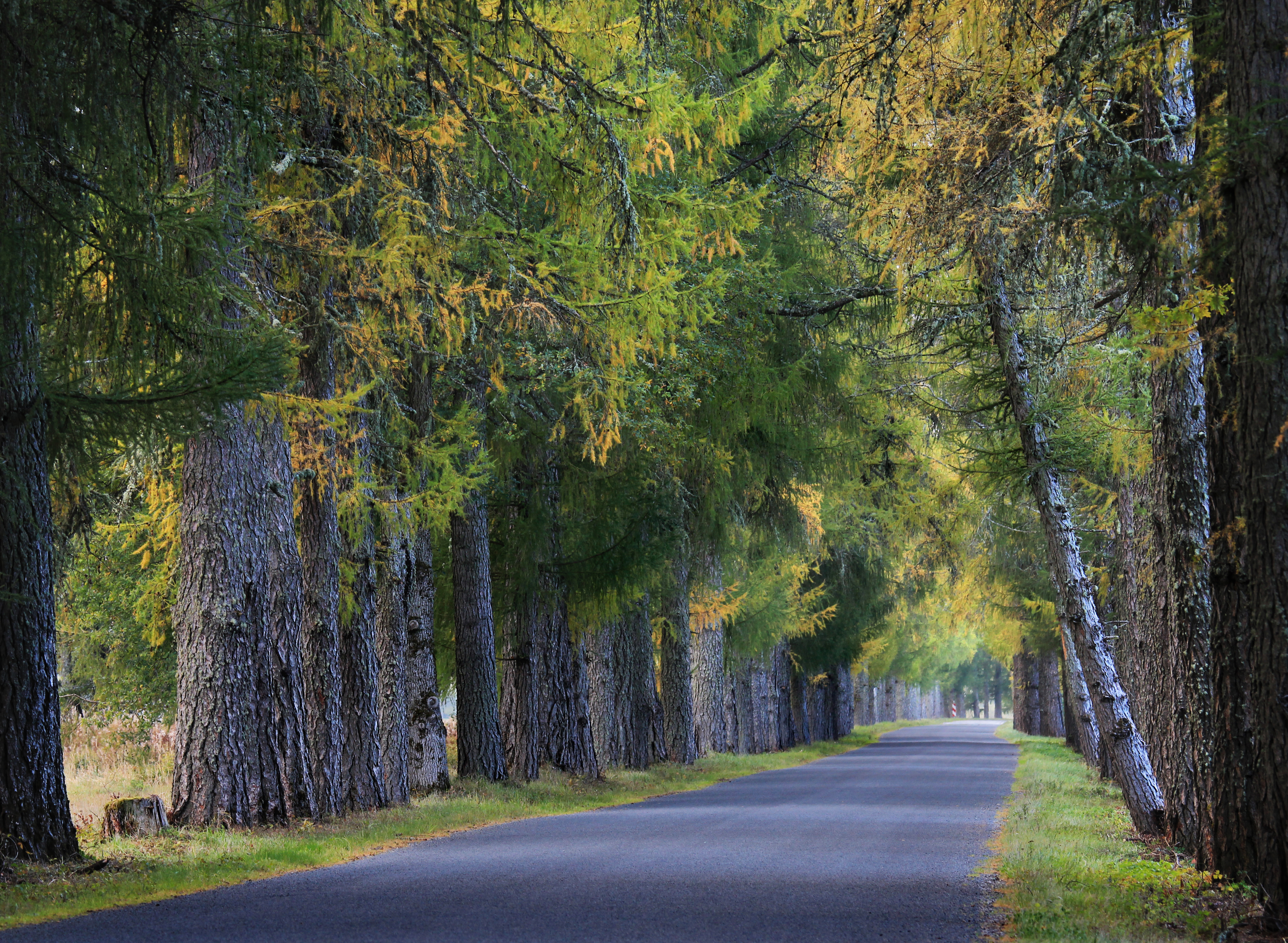
Аллея сибирских лиственниц
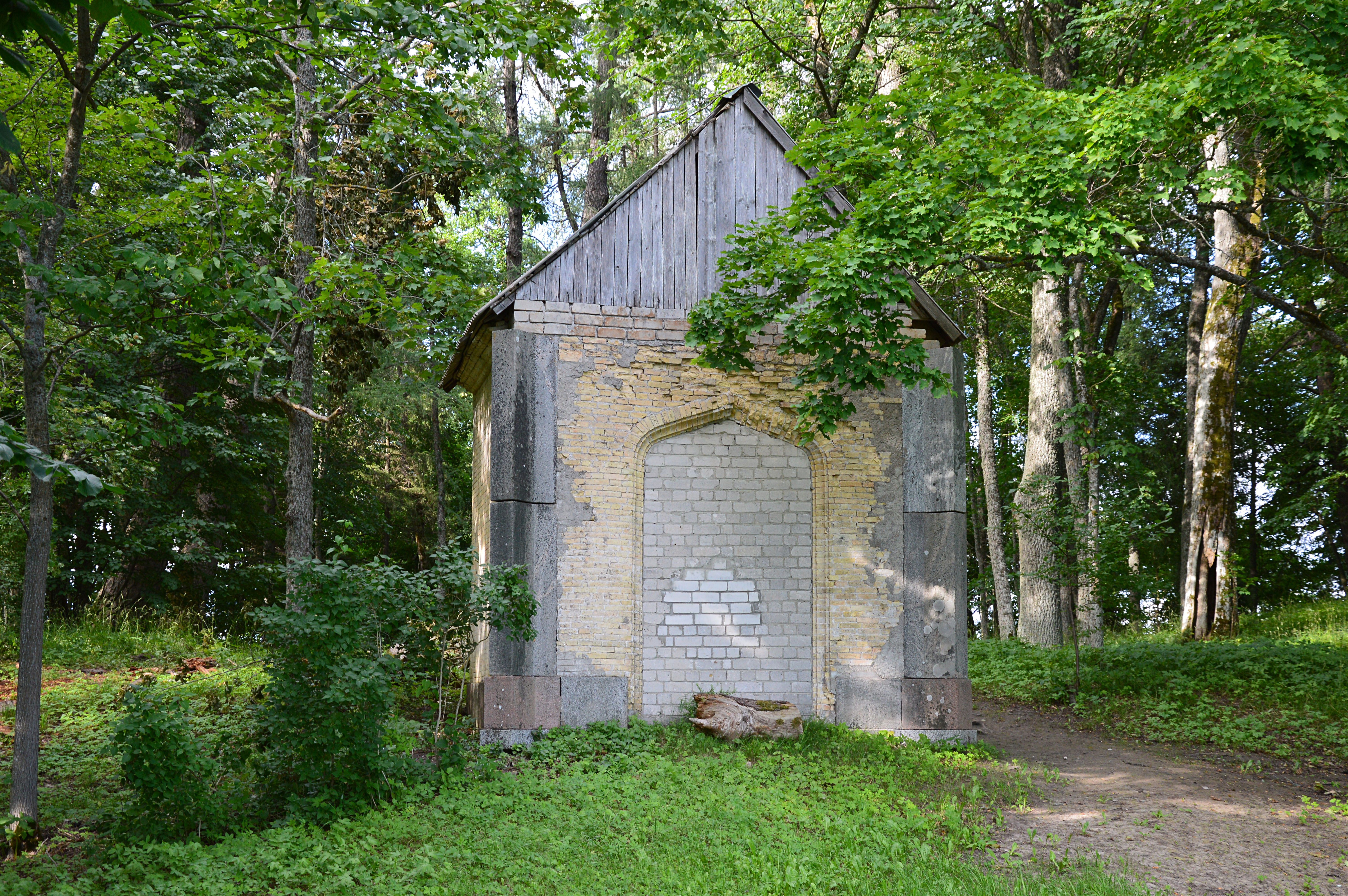
Часовня мызного кладбища
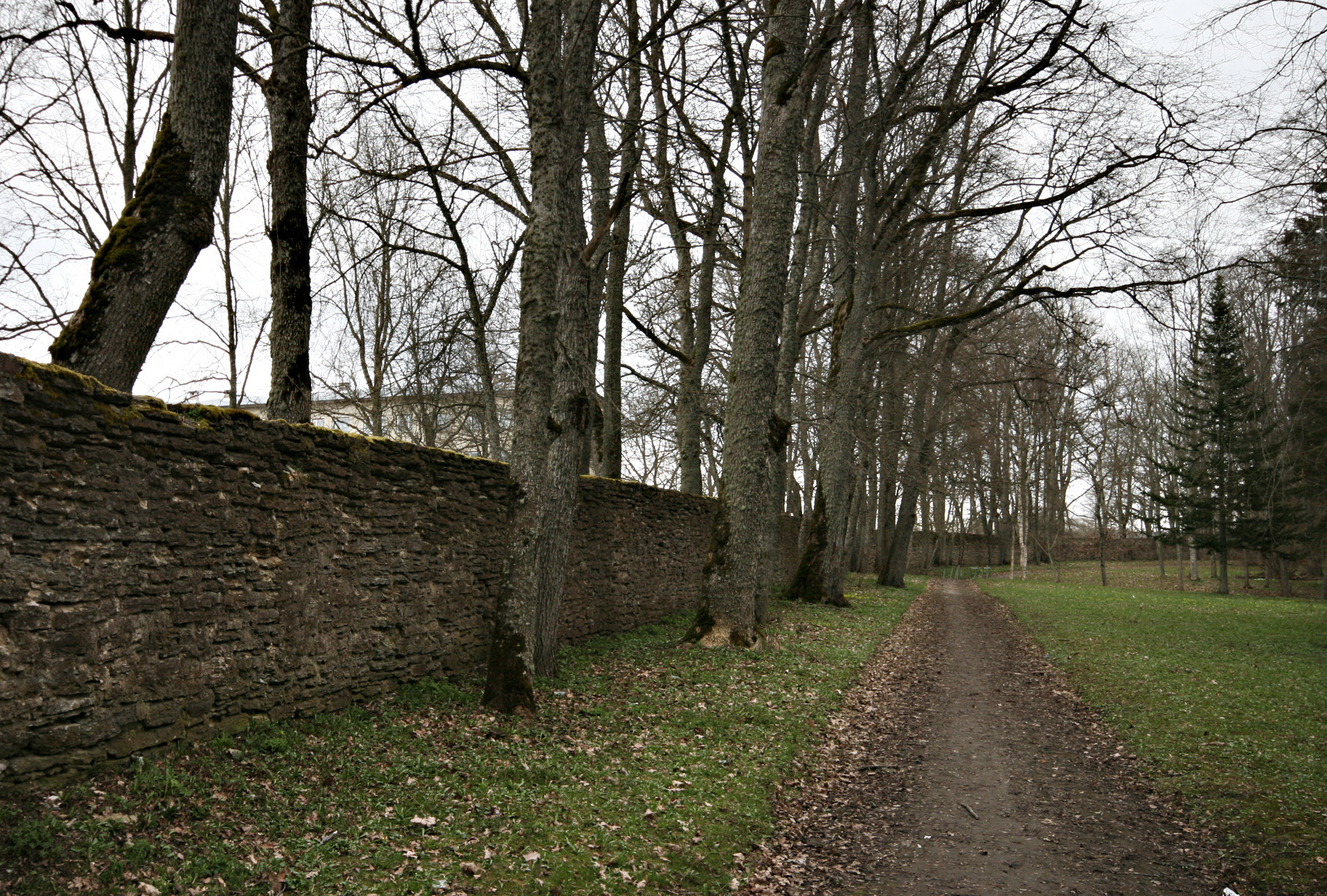
Стена голода